# Ateuchus setulosum
Ateuchus setulosum är en skalbaggsart som beskrevs av Vladimir Balthasar 1939. Ateuchus setulosum ingår i släktet Ateuchus och familjen bladhorningar. Inga underarter finns listade.